# Raoul Roy (nationaliste)
Pour les articles homonymes, voir Raoul Roy, Roy et Beausoleil.
Raoul Roy (frère Marie Stanislas Roy O.P., pseudonyme occasionnel Roger Beausoleil ; 1914-1996) fut un journaliste, essayiste et militant nationaliste québécois.

## Biographie
Roy est issu d'une famille d'agriculteurs. Après avoir fait un séjour chez les dominicains comme frère convers au Couvent de Notre-Dame-du-Rosaire à Saint-Hyacinthe et au Collège dominicain d'Ottawa (1932-1933), il travaille également en Beauce sur la terre de son père et dans des chantiers forestiers (1934 à 1941) En 1941, il s'établit à Montréal. Durant la Seconde Guerre mondiale, il séjourne régulièrement à Malton et à Toronto (Ontario) où il travaille dans des manufactures et exerce diverses tâches ouvrières.
Le nom de Raoul Roy reste surtout attaché à l'histoire politique du Québec. En effet, ce dernier s'est fait connaître par son engagement et son militantisme nationaliste. Durant la crise des années 1930, il est attiré par le fascisme et il défend des idées proches de celles de ses contemporains Paul Bouchard et Adrien Arcand (Parti national social chrétien).
Après la Seconde Guerre mondiale, il change d'orientation politique et se rapproche des socialistes du Parti ouvrier progressiste. Fidèle à ses anciennes convictions patriotiques, Roy se fait le défenseur d'une idéologie extrémiste où se rencontrent nationalisme et socialisme. Cette nouvelle position le conduit à fonder en décembre 1947 une éphémère association Jeune-Québec (s'inspirant visiblement des Jeune-Canada). Le 9 août 1960, il fonde aussi, l'Action socialiste pour l'indépendance du Québec (A.S.I.Q.).
En 1965, Roy est engagé au journal Métro-express; l'année suivante, il devient documentaliste à la Société Radio-Canada où il demeure jusqu'à sa retraite vers la fin des années 1970. Fidèle à ses origines modestes et au monde ouvrier, Roy a travaillé parallèlement comme chauffeur de taxi de 1969 à 1970. Après la disparition de l'(A.S.I.Q.) en 1963, il participe activement à divers autres mouvements politiques dont le Front républicain pour l'indépendance (1964-1965) et surtout le Comité pour le réveil indépendantiste (CRI), fondé en 1981 et devenu en 1987 le Carrefour de la résistance indépendantiste (également connu sous le nom de S.O.S. Génocide).
Aujourd'hui, Roy est considéré par plusieurs comme le père spirituel du FLQ (Front de libération du Québec). Il est l'auteur d'une dizaine d'ouvrages polémiques et il a fondé plusieurs revues indépendantistes québécoises telles La Revue socialiste (1959),  L'Indépendantiste (1963), Les Cahiers de la décolonisation du Franc-Canada (1969), La Revue indépendantiste (1977).
Le fonds d’archives Raoul Roy est conservé au centre d’archives de Montréal de Bibliothèque et Archives nationales du Québec.

## Parutions
- Résistance indépendantiste 1788-1793 : notes pour servir à l'histoire du Franc-Canada, 304 pages, Montréal, éditions québécoises, 1973 (disponible à la BANQ)
- René Lévesque était-il un imposteur ?, éd. du Franc-Canada, 1985, 344 pages.
- Jésus guerrier de l'indépendance, 1975, Éditions Parti Pris, Montréal, 414 pages.
- On est Canadien ou bien on l'est pas!: oui à notre nom de Canadiens!: non au surnom de Québécois!; 1981, Les Editions du Franc-Canada, 117 pages.
- Lettre aux juifs de Montréal : le secret des juifs, 1979, Les Editions du Franc-Canada, 252 pages.